# 방열 (농구인)
방열(方烈, 1941년 10월 10일 ~ )은 대한민국의 교육자, 행정가이자 전직 농구 국가대표 선수, 감독이다. 경원대학교 생활과학대학 사회체육학과 교수, 제3대 건동대학교 총장 등을 역임했고, 현재 제32대 대한농구협회 회장이다.

## 학력
- 1957년 경복중학교 졸업
- 1960년 경복고등학교 졸업
- 1965년 연세대학교 정치외교학과 학사
- 1986년 연세대학교 교육대학원 체육교육학과 체육학 석사
- 1999년 한국체육대학교 대학원 체육학과 체육학 박사

## 경력
- 1962년 제4회 자카르타 아시안게임 남자농구 국가대표
- 1964년 제18회 동경올림픽 남자농구 국가대표
- 1964년 조흥은행 여자농구단 감독
- 1968년 조흥은행 여자농구단 코치
- 1974년 ~ 1977년 쿠웨이트 농구 국가대표팀 감독
- 1978년 현대 남자 농구단 코치
- 1982년 ~ 1983년 제9회 뉴델리 아시안게임 남자농구 국가대표팀 감독
- 1985년 남자실업농구연맹 부회장
- 1986년 기아산업 남자농구단 감독
- 1986년 현대 남자 농구단 감독
- 1988년 제24회 서울올림픽 남자농구 국가대표팀 감독
- 1990년 가아자동차 농구단 총감독
- 1991년 경원대학교 교양체육과 객원교수
- 1992년 세계농구코치협회 부회장
- 1993년 경원대학교 조교수
- 1993년 대한농구협회 부회장
- 1996년 경원대학교 생활과학대학 사회체육학과 학과장
- 1998년 세계농구코치협회 아시아지역 회장
- 2000년 한국사회체육학회 부회장
- 2001년 대한체육회 KOC위원
- 2001년 아시아농구연맹 중앙집행위원
- 2002년 한국올림픽성화회 회장
- 2002년 경원대학교 학생처 처장
- 2003년 한국올림픽성화회 회장
- 2003년 경원대학교 사회체육대학원 원장
- 2003년 8월 ~ 농구아카데미 대표
- 2004년 대한체육회 이사
- 2004년 현대모비스 사회이사
- 2007년 3월 경원대학교 생활과학대학 사회체육학과 교수
- 2010년 11월 제3대 건동대학교 총장
- 온양 방씨 중앙종친회 회장
- 2012년 ~ 여자프로농구연맹 개혁위원장
- 2013년 2월 ~ 제32대 대한농구협회 회장